# هانز فولتر
هانز فولتر (بالألمانية: Hans Wolter)‏ (و. 1911 – 1978 م) هو فيزيائي من ألمانيا .
توفي في ماربورغ، عن عمر يناهز 67 عاماً.